# Tasiocera gracilicornis
Tasiocera gracilicornis är en tvåvingeart som beskrevs av Frederick Askew Skuse 1890. Tasiocera gracilicornis ingår i släktet Tasiocera och familjen småharkrankar. Inga underarter finns listade i Catalogue of Life.